# Адамов, Владимир Владимирович
Влади́мир Влади́мирович Ада́мов (31 мая (12 июня) 1875 — 16 сентября 1939) — белорусский и российский советский ботаник-флорист, геоботаник, дендролог.

## Биография
Родился 31 мая (12 июня) 1875 года в семье директором департамента министерства юстиции В. С. Адамова.
По окончании в 1899 году естественного отделения физико-математического факультета Санкт-Петербургского университета работал в Минской и Витебской губерниях.
С 1900 года жил в имении своего отца Большие Лётцы, где устроил опытно-акклиматизационный питомник (с 1912 года — «Ботанический сад»). В 1910 году в нём было 344 древесных, 664 травянистых и полукустарниковых видов растений. В 1907 году был организован Летчанский земледельческий кружок.
С 1910 года он продолжил образование в Кёнигсбергском университете, затем в Париже (до 1913). После возвращении жил некоторое время в Санкт-Петербурге; читал лекции и вёл практические занятия на высших сельскохозяйственных курсах; в 1916 году вернулся в Большие Лётцы, где в 1918 году стал заведующим Ботанического сада Агрономического подотдела губернского земельного отдела. В 1923 году переехал в Минск, где был заведующим кафедрой ботаники при секции природоведения Института белорусской культуры, созданого в 1922 году. 
До 1935 года руководил ботанико-лизиметрическим отделением Минской болотной исследовательской станции, секцией натурализации Белорусского отделения Всесоюзного института прикладной ботаники. Был руководителем геоботанических экспедиций Управления мелиорации Наркомзема Белоруссии.
Последние годы тяжело больной Адамов был вынужден жить в деревне Никита в Крыму, совмещая лечение с работой в Никитском ботаническом саду.
Умер 16 сентября 1939 года в Севастополе; похоронен на городском кладбище в Феодосии. Его библиотека была передана в дар библиотеке Никитского сада. 

## Вклад в науку
В первой (1900) флористической работе Адамов обратился к одному из видов стрелолиста — Sagittaria alpina Willd. (ныне известен как Sagittaria natans Pall. — Стрелолист плавающий), в ней он свёл данные о распространении этого вида в Сибири и Европейской России.
В 1924 году Адамов дал подробнейшее описание на трёх языках (по-русски, по-латыни и на эсперанто) «нового вида» частухи Alisma submersum; под этим именем им были объединены в один вид Alisma arcuatum Michalet и Alisma graminifolium Ehrh. ex Ledeb. — Частуха злаковидная. Описание дано на основании двадцатилетних наблюдений автора над этим растением, найденным в окрестностях Витебска в озере Лётцы.
В 1930 и 1932 годах Адамов опубликовал работы о белорусских берёзах.
Геоботанические работы Адамова посвящены характеристике растительности Белорусского Полесья (1927), Комаровского болота (1925) (он изучал смену сорных трав, растительные ассоциации и т. д.) и других территорий Белоруссии. Многие из них остались неопубликованными.

## Основные сочинения
- Малоизвестный азиатский вид стрелолистника (Sagittaria alpina Willd.), найденный в средней части Европейской России // Бот. записки Scripta botanica. — 1900. — Т. XVIII. — С. 18—50.
- Alisma submersum // Зап. Белорус. гос. ин-та сельск. хоз-ва. — 1924. — Т. III. — С. 450—456.
- Краткий обзор растительности некоторых районов Белорусского Полесья // Зап. Белорус. гос. ин-та сельск. и лесн. хоз-ва. — 1925. — Вып. 9. — С. 390—405.
- Растительные ассоциации Комаровского болота в лизиметрах вегетационного павильона Минской болотной станции // Зап. Белорус. гос. ин-та сельск. и лесн. хоз-ва. — 1925. — Вып. 4. — С. 41—61.
- Смена сорных трав на низинном торфянике Комаровского болота // Тр. Минск. болотн. станции. — 1925. — Вып. 11. — С. 25—36.
- Обзор растительности Белорусского Полесья. Левая сторона бассейна Припяти. — Минск, 1928. — 96 с.

## Память
На усадебном доме учёного, сохранившемся в Больших Лётцах, установлена мемориальная доска.